# Grafmonument van Marietje Kessels
Het grafmonument van Marietje Kessels op de rooms-katholieke begraafplaats Binnenstad in de Nederlandse stad Tilburg is een vroeg-20e-eeuws grafmonument, dat wordt beschermd als rijksmonument.

## Achtergrond
Maria Catharina Wilhelmina (Marietje) Kessels (1889-1900) was een dochter van Mathieu Kessels, dirigent en directeur van de Nederlandsche Fabriek voor Muziekinstrumenten, en Maria Augustina Philomina Crijns. Op 22 augustus 1900 vond de moord op Marietje Kessels plaats. Het lichaam van het 11-jarig meisje werd twee dagen later in een van de pilaartrechters in het gewelf van de Heilig Hartkerk gevonden. De moord kreeg landelijke aandacht. Een verdachte werd vrijgesproken. De moord is nooit opgelost. Marietje Kessels werd op 28 augustus begraven op de begraafplaats van 't Heike, aan de Bredaseweg in Tilburg.
Via de Nieuwe Tilburgsche Courant werd een inzamelingsactie opgezet, waarbij 685 gulden bijeen werd gebracht om een grafmonument te laten oprichten. Het grafmonument werd in november 1903 geplaatst. Het is gemaakt door de plaatselijke steenhouwer Victor Barette, die onder andere ook het grafmonument van de familie De Charro heeft gemaakt.

## Beschrijving
Het grafmonument bestaat uit een oplopende tombe, waarop een marmeren plaat is geplaatst met het opschrift 

Aan
Maria Catharina Wilhelmina
Kessels
geb. 2 maart 1889
overl. 22 augustus 1900
uit innige deelneming
Ik ben gestorven
om voor God te leven

Aan het hoofdeind is op een gebeeldhouwde rotspartij een kruis geplaatst, waartegen een witmarmeren meisjesfiguur haar armen omheen heeft geslagen. Op een plaquette tegen de rots staat de tekst "Ave Crux / Spes Unica".
Op de hoeken van het graf zijn geprofileerde zuiltjes geplaatst, met kantelen aan de bovenkant, waartussen een ketting met doornschakels is aangebracht. Op het zuiltje rechtsvoor staat de signatuur van Barette. 

## Foto's

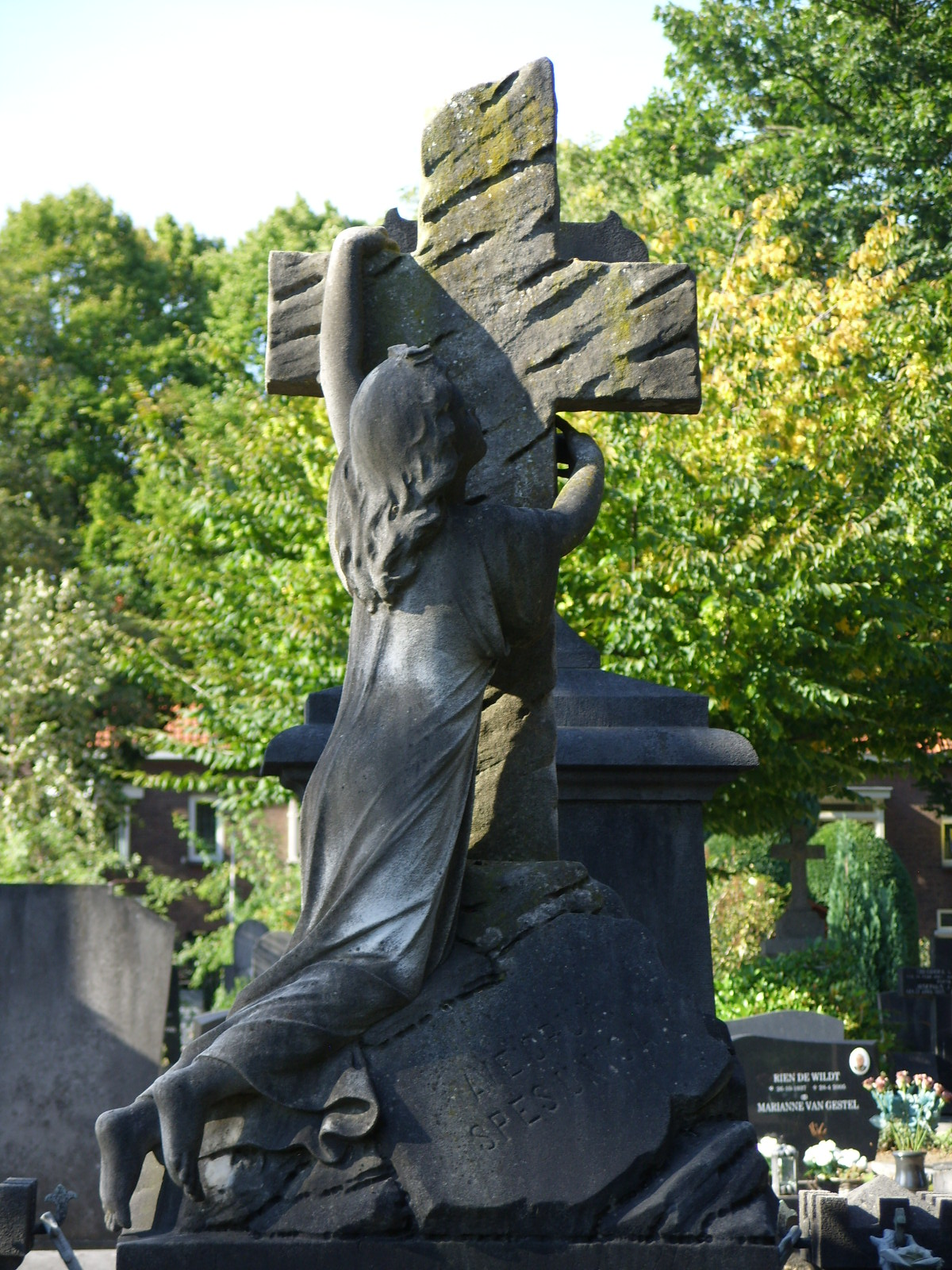
Kruis met meisje
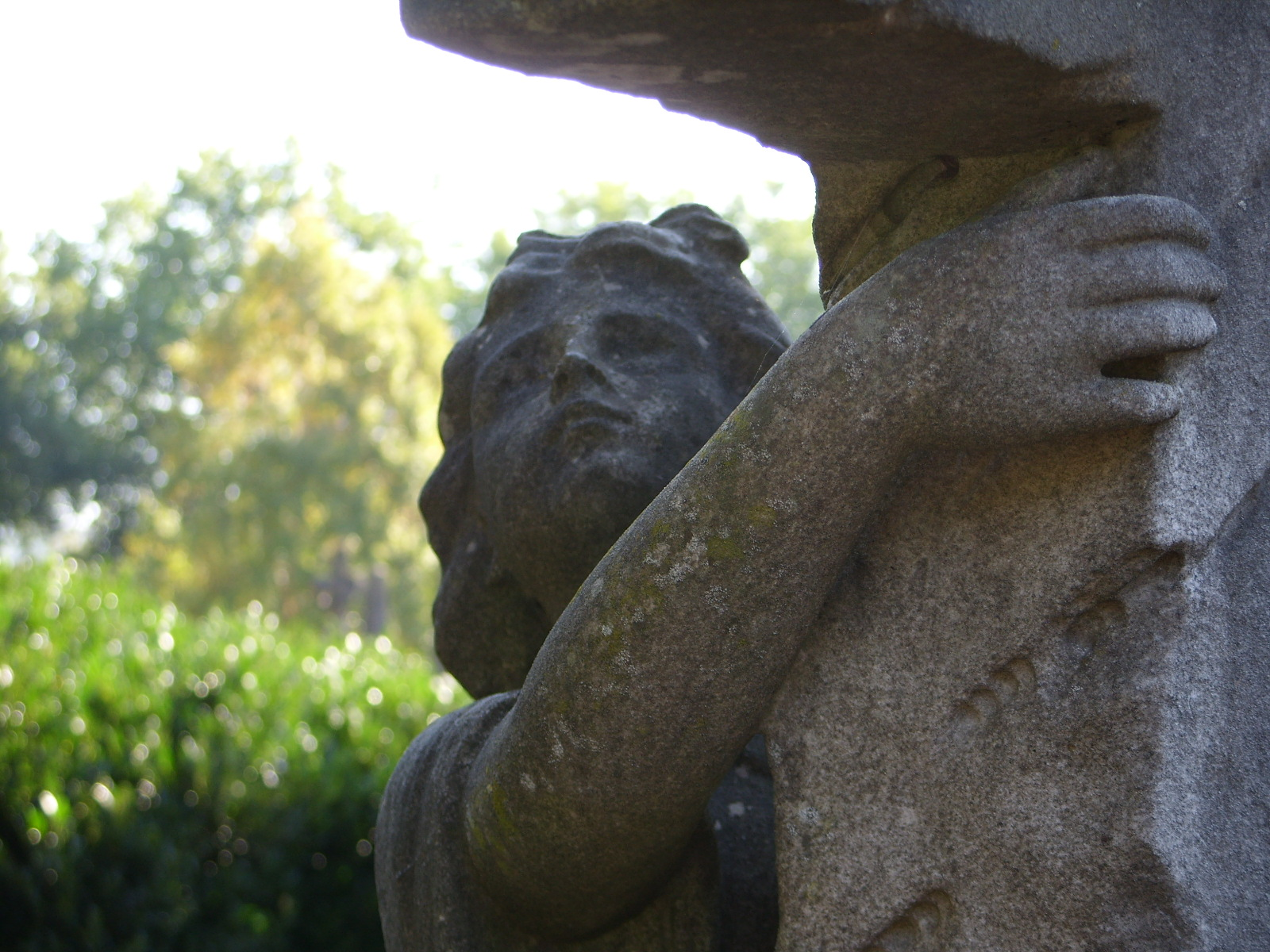
Detail meisjesfiguur
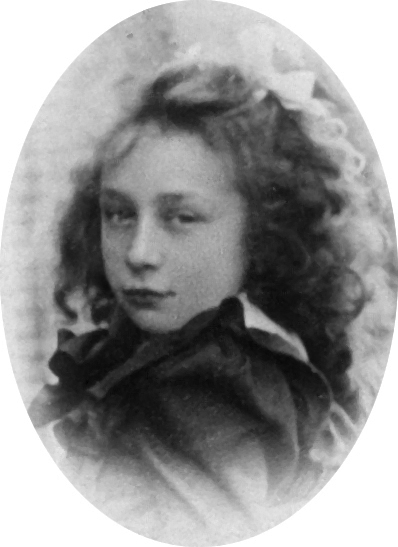
Marietje Kessels

## Waardering
Het grafmonument werd in 2002 als rijksmonument in het Monumentenregister opgenomen, vanwege de "cultuurhistorische waarde als bijzondere uitdrukking van een sociale en geestelijke ontwikkeling, in het bijzonder de katholieke grafcultuur. Het is een qua typologie uniek grafmonument dat refereert aan een historische gebeurtenis die zowel regionaal als nationaal veel indruk maakte. Het monument heeft, mede door de schenkingen om tot de oprichting ervan te komen, tevens een belangrijke historische relatie met de stad. Het grafmonument maakt bovendien deel uit van een groter geheel dat cultuurhistorisch, architectuurhistorisch en stedenbouwkundig van belang is als de eerste katholieke begraafplaats van Tilburg."